# Piotr Swinarienko
Piotr Grigorjewicz Swinarienko, Petro Hryhorowycz Swinarenko (ros. Пётр Григорьевич Свинаренко, ukr. Петро Григорович Свинаренко, ur. 1911, zm. 27 maja 1942 w Kupiańsku w obwodzie charkowskim) – radziecki działacz partyjny i państwowy.

## Życiorys
Od 1931 należał do WKP(b), 1935-1937 był sekretarzem wełykoburłuckiego rejonowego komitetu Komsomołu, a 1937-1938 przewodniczącym komitetu wykonawczego rady tego rejonu. Od 1938 do stycznia 1940 był zastępcą przewodniczącego, a od 8 stycznia 1940 do końca życia przewodniczącym Komitetu Wykonawczego Charkowskiej Rady Obwodowej i jednocześnie od 17 maja 1940 zastępcą członka KC KP(b)U. Zginął podczas działań wojennych po ataku Niemiec na ZSRR.